# 先天政變
先天政變，是中国唐朝中期玄宗時代的一場大型政變。先天二年（713年），唐玄宗李隆基宣稱姑母太平公主準備叛變，起兵斩杀太平公主諸黨羽，並賜死太平公主。太平公主死後，李唐政權宣告穩定，也結束了從神龙政变7年以來，首都多次兵變的現象，以及结束唐高宗中期以来后宫掌权五十餘年的局面。

## 事件背景
在先前的唐隆政变中，李隆基與太平公主以禁軍诛杀了韋皇后、安樂公主，徹底剿滅韋氏一黨，並迫使堂弟李重茂禪位給李隆基的父親相王李旦。
李旦復辟，是為睿宗，按宗法，嫡長子宋王李成器應為太子，但李隆基掌握實權，成器於是以“国治以序，国乱以功”推讓。李隆基立為太子，與太平公主矛盾日深，太平公主總想另立太子，隆基亦想除掉太平公主。
朝中七位宰相有五位是經由太平公主的人馬，《資治通鑒》：「自宰相以下，進退其一言，其餘薦士驟歷清顯者不可勝紀，權傾人主，趨附其門者如市」。文武百官除了姚崇、宋璟等寥寥數人外，大多數都依附太平公主。
睿宗雖則試圖在李隆基和太平公主之間尋求政治平衡，但愈來愈傾向太子，景雲二年（711年）二月，睿宗命太子監國，六品以下除官及徒罪以下，由太子處分。太平公主雖力勸睿宗不要放棄處理大政的權力，但已無濟於事了，延和元年（712年）八月廿五日，睿宗內禪，退為上皇，太子李隆基即位，是為唐玄宗，改元先天。同年，太平公主的夫婿武攸暨離世。

## 事件經過
玄宗登基以後，为掌握大權，与曾經在唐隆政变中合作的姑母太平公主，矛盾日益加深。此时，三品以上官员的人事权仍然在上皇唐睿宗手中。
据称太平公主和窦怀贞、岑羲、萧至忠、崔湜、太子少保薛稷、雍州长史新兴王李晉（唐高祖堂弟李德良之孙）、中书舍人李猷、右散骑常侍賈膺福、鸿胪寺卿唐晙、左羽林大将军常元楷、知右羽林将军事李慈、左金吾将军李欽、胡僧惠範合谋推翻玄宗，並且太平公主準備以御林军從北面、以南衙兵從南面起兵奪權。甚至已经计划在玄宗飲食下毒。
侍中魏知古將之報告玄宗，玄宗與王琚、张说、崔日用討論後，決定先发制人，於是召集弟弟岐王李範、薛王李業及郭元振、龙武将军王毛仲、殿中少监姜皎、太仆少卿李令問、尚乘奉御王守一（也是玄宗的内兄）、内给事高力士、果毅李守德率先采取行动。
先天二年（713年）玄宗命王毛仲武裝家兵三百餘人，各騎馬。玄宗親率太僕少卿李令問、王守一，內侍高力士，果毅李守德等親信十多人，先殺左、右羽林大將軍常元楷、李慈，又在内客省擒獲了太平公主的親信散騎常侍賈膺福及中書舍人李猷，接著在朝堂上擒殺了宰相岑羲、蕭至忠；尚書右僕射竇懷貞亂中自裁而死。
太平公主见黨羽被誅殺殆盡，不得不逃入佛寺，三日後返回。上皇睿宗出面请玄宗恕其死罪，被玄宗拒绝，太平公主最终被賜死家中。窦怀贞、岑羲等因此事連坐伏诛者达十七家。睿宗也在此变之后彻底釋出权力予玄宗。
《旧唐书·武承嗣传》载，太平公主自杀后“籍其家，财货山积，珍奇宝物，侔于御府，马牧羊牧、田园、质库、数年征敛不尽。”

## 争议与疑点
关于太平公主是否真正策劃陰谋造反这一点，一直以来存在著疑问。
有认为，以太平公主在朝中完全占据上风的局势和她多次成功政变的经验，她若当真谋反甚至篡位，不可能如此轻易就被玄宗平定。太平公主獲权臣支持，加上玄宗当时年轻氣盛，被认为是公主被殺的原因之一。
也有认为玄宗为免日后像其祖父輩受女流之輩控制，以政变奪回李唐皇室的权力。

## 关联条目
- 韦之乱
- 唐隆政變